# Ферідун Мальком-хан
Ферідун Мальком-хан (перс. فریدون خان ملكم) — перський спортсмен, учасник Літніх Олімпійських ігор 1900 року.
Ферідун Мальком-хан походив з відомої іранської родини, вірменського походження. Його батьком був Мірза Мальком-хан, іранський просвітитель-реформатор, основоположник іранської драматургії, публіцист та дипломат.
Ферідун Мальком-хан брав участь у Літніх Олімпійських ігор 1900 року, він змагався у турнірі з фехтування на шпагах. У першому раунді змагань він посів друге місце у своїй групі, поступившись лише французу Ришару Уоллосу. У чвертьфінали перський спортсмен не зміг вийти з групи, він посів 4-6 місце разом з французом Анрі-Жоржом Берже та італійцем Джузеппе Джурато.
Ферідун Мальком-хан став першим іранським спортсменом, який брав участь в олімпійських іграх, однак МОК не визнає його іранським спортсменом. Тому за версією МОК перші іранські спортсмени брали участь в Олімпійських іграх лише у 1948 році, на Олімпіаді у Сиднеї.
Також він відомий як автор книги з історії Ірану під назвою «Вибрана історія».